# أحمد بن يحيى بهكلي
أحمد بن يحيى بن محمد البهكلي (1364- 1443 هـ / 1945- 2021 م)، شاعر وأستاذ جامعي سعودي. 

## سيرته
وُلد أحمد بن يحيى بن محمد البهكلي عام 1364هـ/ 1955م، في محافظة أبو عريش التابعة لمنطقة جازان في جنوبي المملكة العربية السعودية. تلقَّى تعليمه الابتدائي في كل من صامطة وصنبة والرياض، أما المتوسط والثانوي فتلقاه في أبها، وتخرَّج في كلية اللغة العربية بجامعة الإمام محمد بن سعود الإسلامية بالرياض عام 1397هـ، ثم حصل على الماجستير من جامعة إنديانا بالولايات المتحدة الأمريكية.
صدر له نحو 5 مؤلفات ما بين الشعر والدراسات النقدية، منها ديوان (الأرض والحب) الذي أصدره عام 1978م، وكتاب آخر في النقد بعنوان (النقد النفسي في التراث العربي).

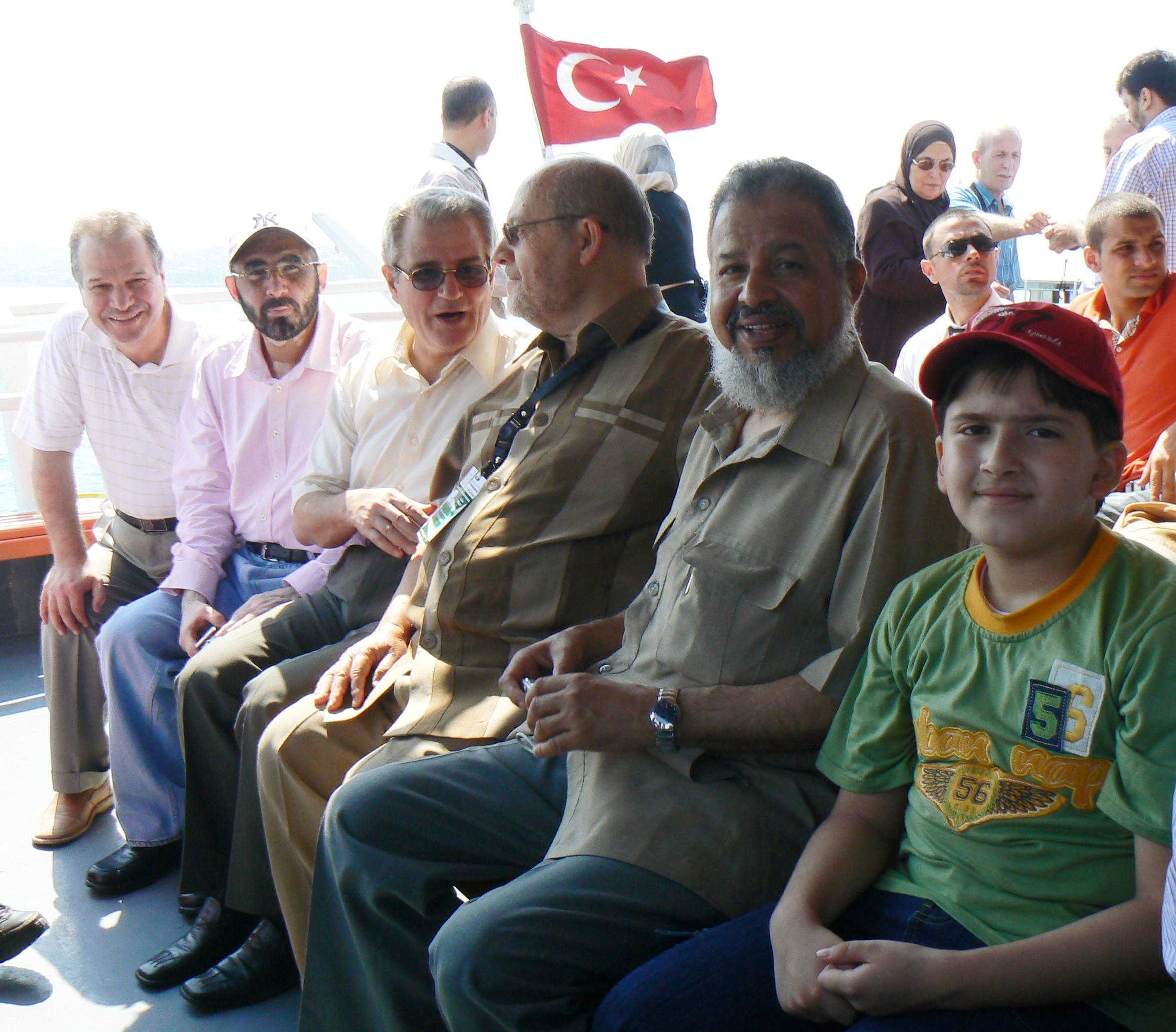
من اليمين: الطفل أحمد ذو الغنى، أحمد بن يحيى بهكلي، عبد القدوس أبو صالح، وليد قصاب، حسن حجاب الحازمي، محمد حسان الطيان في رحلة بمضيق البوسفور في إستانبول، عام 2008

## عمله
اشتغل البهكلي بداية حياته المهنية معلما في معهد الرياض العلمي، ثم معيدا في معهد اللغة العربية في الرياض، ثم محاضرا في كلية المعلمين بالرياض، ثم عميدا لكلية المعلمين في جيزان، وشغل منصب نائب رئيس نادي جازان الأدبي.
وقد اشتغل البهكلي في العديد من الجمعيات والمجالس منها:
- عضو الأسرة الوطنية لإعداد المعلمين 1416 هـ.
- عضو مجلس إدارة النادي الأدبي في جازان من عام 1413 هـ.
- عضو مشارك في اللقاء الثاني للحوار الوطني 1424 هـ.
- عضو الجمعية العربية السعودية للعلوم التربوية والنفسية.
- عضو مجلس كليات المعلمين 1413 هـ - 1424 هـ.
- عضو مؤسس بالجمعية الوطنية لحقوق الإنسان (السعودية) .

شارك في بعض المؤتمرات والندوات منها: مؤتمر الجهاد في جامعة الإمام محمد بن سعود الإسلامية بالرياض عام 1411 هـ، المؤتمر الثاني للأدباء السعوديين بجامعة أم القرى، المؤتمر الثاني للمعلم بجامعة أم القرى، الملتقى العربي للتربية والتعليم في بيروت، ملتقى أبها الثقافي، المهرجان الوطني للتراث والثقافة الجنادرية، اللقاء الثاني للحوار الوطني 1424 هـ.

## مؤلفاته
أصدر البهكلي بعض الاصدارت بين دراسات نقدية ودواوين شعرية هي:
- الأرض والحب (ديوان شعري) عام 1398 هـ.
- طيفان على نقطة الصفر (ديوان شعري) 1400 هـ.
- أول الغيث (ديوان شعري) 1412 هـ.
- الازدواجية اللغوية دراسة عن الفصحى والعامية 1417 هـ.
- النقد النفسي في التراث العربي.
- الأعمال الشعرية الكاملة. صدرت عام 2023 بعد وفاته، وتضمنت عشرة دواوين سبق أن أصدر أربعة منها في حياته.[6]

## وفاته
توفي البهكلي يوم الأربعاء 17 المحرم 1443 هـ الموافق 25 أغسطس 2021م، متأثراً بإصابته بمرض فيروس كورونا (كوفيد-19).